# Эвертсен, Корнелис (средний)
Корнелис Эвертсен (средний) (нидерл. Cornelis Evertsen de Jonge; 16 апреля 1628, Флиссинген — 20 сентября 1679, Флиссинген) — голландский адмирал XVII столетия.
Корнелис был сыном лейтенант-адмирала Йохана Эвертсена и племянником лейтенант-адмирала Корнелиса Эвертсена-старшего. Его не следует путать с двоюродным братом, лейтенант-адмиралом Корнелисом Эвертсеном-младшим.
Корнелис стал старшиной на флагманском корабле отца Голландия в 1648 году. В 1651 году он, будучи в чине лейтенанта, исполнял обязанности капитана на том же корабле. Он стал каптианом на Флиссингене в 1652 году во время Первой англо-голландской войны. В 1653 году он был ранен в сражении при Схевенингене, командуя флагманом своего отца. В 1659 году он получил чин капитана. В 1661 году он служит капитаном на Делфте в Средиземном море.
В июле 1665 года, после Лоустофтского сражения во время Второй англо-голландской войны, Корнелис был назначен контр-адмиралом Адмиралтейства Зеландии. Он сражался на Зирикзее в Четырёхдневном сражении. Он стал вице-адмиралом Зеландии 5 сентября 1666 года, в год, когда погибли его отец и дядя. Он не участвовал в рейде на Медуэй в 1667 году, поскольку флот Зеландии не был подготовлен на тот момент.
Он участвовал во всех сражениях Третьей англо-голландской войны на своём флагмане Зирикзее.
В Голландской войне Корнелис участвовал в неудавшемся нападении на Мартинику в 1674 году под руководством Рюйтера.
В 1676 году он сражался на стороне Дании против Швеции, сначала под руководством адмирал-генерала Корнелиса Тромпа, затем как главнокомандующий. И в 1678 году он действовал против французского флота в Средиземном море и возле западного побережья Франции.
Корнелис был образованным человеком, был дважды женат на женщинах из богатых семей. Он скончался от болезни в Флиссингене.